# 수문기상학

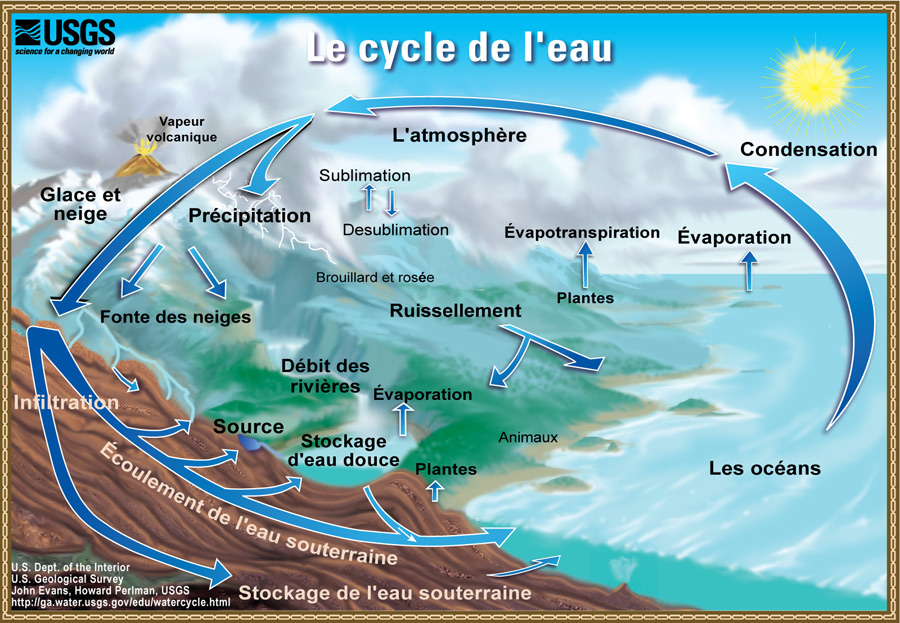

수문기상학(水文氣象學, 영어: hydrometeorology)은 비, 구름, 눈 우박과 같이 대기중의 수문에 관한 것을 다루는 학문이다. 즉, 대기 중의 물의 존재, 운동, 변화 등을 연구하는 학문이다. 기후학과 기상학의 융합 학문이다.